# Edna Adan Ismail
Edna Adan Ismail, född den 8 september 1937 i Hargeisa, är en tidigare utrikesminister i den icke erkända staten Somaliland.
Hon var utrikesminister 2003-2006 och hade innan dess tjänat som minister för familj- och social utveckling. Hon är ledare och grundare för Edna Adan Maternity Hospital i Hargeisa. Hon är också en aktivist i kampen för att förbjuda kvinnlig könsstympning och är president för "Organization for Victims of Torture". För sitt humanitära arbete blev hon invald till "Medical Mission Hall of Fame", University of Toledo i Ohio, i mars 2007.. Hon innehar också en hedersdoktorstitel vid Clark University i Massachusetts och är sedan 2008 Honorary Fellow vid Cardiff University School of Nursing i Wales.
Hon är generalsekreterare av Unrepresented Nations and Peoples Organisation sedan 2022.